# Septoria tradescantiae
Septoria tradescantiae är en svampart som först beskrevs av Ellis & Kellerm., och fick sitt nu gällande namn av Davis 1931. Septoria tradescantiae ingår i släktet Septoria och familjen Mycosphaerellaceae.   Inga underarter finns listade i Catalogue of Life.